# Alisher (EP)
Alisher è il secondo EP del rapper russo Morgenštern, pubblicato il 14 febbraio 2025.

## Antefatti e descrizione
Il 30 dicembre 2024 Morgenštern, dopo un periodo di silenzio, ha rivelato di aver passato un periodo segnato da dipendenze come l'alcolismo e dalla depressione; è quindi stato preso in cura presso un centro di riabilitazione in Israele. Dallo stesso centro, il 1º febbraio 2025, Morgenštern ha discusso di ulteriori dettagli tramite una live su YouTube, facendo riferimento al suo stato psichico instabile determinato in particolar modo dal successo e parlando dell'uscita imminente di un progetto musicale inedito, costituito da cinque tracce, e fissato per la pubblicazione due settimane più tardi.
Il 10 febbraio 2025 l'artista ha rimosso i suoi contenuti dai social ed è apparso per la prima volta senza i tatuaggi sul viso; Alisher, la cui copertina ritrae principalmente il suo volto, è il suo nome di battesimo ed è stato presentato quattro giorni dopo.
Le fasi di registrazioni dell'EP si sono svolte tra Georgia e Russia, e portate a termine in Israele. The Flow lo ha descritto come un lavoro dal genere rock, sonorità già sperimentate dal rapper in Poslednjaja ljubov' (2024).

## Promozione
Al fine di promuovere l'EP l'artista ha avviato la tournée Alisher World Tour, con tappe nei cinque continenti a partire dal maggio 2025.

## Accoglienza
| Recensione | Giudizio |
| ---------- | -------- |
| InterMedia | 8/10     |

Aleksej Mažaev, in una recensione per InterMedia, ha assegnato ad Alisher otto stelle su dieci, definendolo «sorprendentemente» un progetto melodico e maturo musicalmente. Ha trovato «perfetta» la strategia del marketing, grazie a una mescolanza di scandalosità e sincerità.
Le tracce Povod e Pustoj vokzal sono state entrambe incluse nella lista delle migliori canzoni dell'anno compilata da The Flow.

## Tracce
Testi di Ališer Tagirovič Morgenštern, musiche di Ališer Tagirovič Morgenštern, Sergej Anatol'evič Androsov, Andrej Aleksandrovič Katikov, Dmitrij Jur'evič Makeev, Artur Ravilevič Sadykov e Pavel Viktorovič Škilev.
1. Krasnyj flag – 2:26
2. Dom (London, Praga, Nicca) – 2:33
3. Povod – 2:33
4. Antidepressanty – 2:32
5. Pustoj vokzal – 2:50

## Successso commerciale
Alisher è stato approvato immediatamente a livello commerciale sin dalle sue prime ore d'uscita, arrivando a occupare le prime posizioni dei principali servizi musicali disponibili sul territorio della Federazione Russa e all'estero. Quattro delle tracce sono comparse nella neonata Top Internet Hits Russia Weekly Chart della Tophit nel mese di marzo; una di esse, Povod, è entrata al 6º posto. Morgenštern ha inoltre fatto il debutto nella top ten della Top Internet Artists Russia Monthly Chart dello stesso mese.
L'EP ha trovato successo inaspettato in Ucraina; infatti, tutte e cinque le tracce sono entrate tra le prime posizioni dei brani più popolari sulle maggiori piattaforme digitali, nazione in cui l'artista è stato incluso nella lista nera ed è tuttavia in vigore un decreto che proibisce la riproduzione di contenuti in lingua russa nei mezzi di comunicazione di massa a partire dal luglio 2022, come conseguenza dell'invasione russa. Sempre nello stesso territorio Povod è risultato il brano più fortunato del progetto su Spotify, registrando 107 400 stream nella sua seconda giornata di disponibilità, il numero più alto di ascolti in 24 ore dai tempi di Bandana dei russi Big Baby Tape e Kizaru, traccia facente parte del loro album in studio collaborativo Bandana I (2021). Tale successo ha provocato reazioni particolari da parte dei media ucraini e suscitato l'indignazione di alcuni esponenti della scena musicale ucraina, tra cui Jerry Heil, la rappresentante nazionale all'Eurovision Song Contest 2024; Heil, nel suo commento, ha infatti voluto sottolineare l'impegno degli ucraini di proporre materiale da consumare nella loro lingua madre, così come la propria delusione di vedere in cima alle hit parade nazionali interpreti della lingua del nemico e della nazione ostile.
Tre tracce su cinque sono entrate nella Singlų Top 100 della AGATA; Povod, col debutto al 37º posto, ha segnato il suo miglior posizionamento nella graduatoria da Cristal & Moët (2020). L'EP ha trovato maggior successo in Lettonia, dove quattro album-track su cinque sono entrate all'interno delle prime dieci posizioni; allo stesso tempo, Povod è diventata la sua prima numero uno nella Latvijas straumētāko singlu, nonché la prima canzone in russo al vertice da Supersonic (2024) di Big Baby Tape e Aarne. Povod ha poi mantenuto il controllo della classifica lettone per una seconda settimana di fila.